# Pont de Lagnieu
Le pont de Lagnieu est un pont franchissant le Rhône entre les communes de Saint-Sorlin-en-Bugey (Ain) et de Vertrieu (Isère). C'est un pont routier de la RD 1075 (ex-RN 75).
L'ouvrage actuel est un pont en arc à tablier supérieur en béton armé, avec un revêtement en calcaire orné de bossage. Il est composé de six arches accolées par paires de 50 m, 52 m (travée centrale) et 50 m. Il supporte une chaussée d'environ 6 m de large encadrée de deux trottoirs de moins d'un mètre.
Il se trouve à proximité de la ville de Lagnieu qui lui a donné son nom.

## Historique
La traversée du Rhône à cet endroit se fait à l'origine par un bac dit "Bac de Port Lagnieu".
Un premier projet de pont suspendu à chaîne à cet emplacement est constitué entre 1824 et 1827, mais sans aboutir.
En 1834, un second projet de pont suspendu voit le jour. Sa construction est autorisée par ordonnance royale du 18 mai 1834. L'ouvrage, suspendu en fils de fer avec tablier en treillis métallique, offre une portée de 152 m entre ses deux culées. À son inauguration le 1er septembre 1835, il est le premier pont suspendu construit sur le Rhône en amont de Lyon.
Le pont suspendu est détruit en juin 1940 par les troupes françaises durant la Seconde Guerre mondiale. Une passerelle lui est substituée à partir de 1942 en attendant une reconstruction.
La construction du pont actuel commence après la guerre, le 25 août 1951. Il est achevé en 1952 et inauguré le 15 mai 1953. En 1970, lors de la construction de la centrale de Saint-Vulbas, il subit des travaux de renforcement.
En décembre 2021, le groupe Apave installe des capteurs destinés à détecter les défaillances mécaniques.